# هوتون آن د هیل
هوتون آن د هیل (به انگلیسی: Houghton on the Hill) یک روستا در بریتانیا است که در Houghton on the Hill واقع شده‌است. هوتون آن د هیل ۱٬۵۲۴ نفر جمعیت دارد.